# Агроекономика (часопис)
Агроекономика: часопис Департмана за економику пољопривреде и социологију села (енгл. Аgrieconomica) научни часопис је који излази од 1972. године и бави се питањима из пољопривредних наука. Издаје га Департман за економику пољопривреде и социологију села Пољопривредног факултета Универзитета у Новом Саду.

## О часопису
Агроекономика је научни часопис који је почео да излази 1972. године. Часопис објављује оригиналне научне радове, прегледне и стручне чланке, као и приказе књига и докумената од важности за развој пољопривредних наука у Србији и свету. Министарство просвете, науке и технолошког развоја Републике Србије категорисало је часопис као научни. Упоредни наслов часописа је на енглеском језику од броја 57/58 (од 2014. године)

### Историјат
Током излажења, часопис је мењао поднаслов, али је наслов увек остајао исти.
- Часопис ООУР Одсек за економику пољопривреде — од броја 3 (1974)
- Часопис ООУР Института за економику пољопривреде и социологију села — од броја 5 (1976)
- Часопис Департмана за економику пољопривреде и социологију села Пољопривредног факултета Унивезитета у Новом Саду — од броја 57/58 (2013)

### Периодичност излажења
Током публиковања часопис је мењао динамику излажења. Излазио је једном годишње, а излази тромесечно од броја 37/38 (2008. година), тј. четири пута годишње.

## Уредници
- Стеван Хаџивуковић — од броја 5 (1976)
- Јан Марко — од броја 8-9 (1979—1980)
- Милан Тркуља — од броја 11-12 (1982—1983)
- Бранислав Ђурђев — од броја 15/16 (1986—1987)
- Душан Милић — од броја 20 (1991)
- Небојша Новаковић — од броја 21 (1992)
- Радован Пејановић — од броја 23 (1994)
- Бранислав Влаховић — од броја 61/62 (2014)

## Аутори прилога
Чланке објављују стручњаци из Републике Србије и региона.

## Теме
- Рурални развој
- Социолошки аспекти развоја села
- Економика пољопривреде
- Пољопривреда у Републици Србији
- Извоз и увоз пољопривредних производа
- Водопривреда
- Сточарство
- Воћарство
- Биотехнологија

## Електронски облик часописа
Сви бројеви су постављени у електронској форми и доступни су у отвореном приступу.